# Giovanni Fausti
Giovanni Fausti (Brozolo, 9 de octubre de 1899-Shkodër, 4 de marzo de 1946) fue un sacerdote jesuita, filósofo, italiano, rector de seminario, misionero pacificador en Albania, asesinado por odio a la fe durante la persecución religiosa por parte del régimen comunista de Enver Hoxha y venerado como beato por la Iglesia Católica, como parte de los  38 mártires de Albania beatificados por el papa Francisco en 2016.

## Primeros años
Fue el mayor de doce hijos, en una familia profundamente religiosa formada por María Sigloni y Antonio Fausti. A los 10 años ingresó al colegio jesuita. Posteriormente se inscribió en el seminario diocesano de Brescia, donde fue compañero de Giovanni Battista Montini, (canonizado por papa Francisco en 2018 como Papa Pablo VI).
A los 18 años, en 1917 fue llamado al servicio militar, y tuvo que interrumpir sus estudios, ejerció como oficial del ejército italiano en la Primera Guerra Mundial. Asistió en Módena a la academia militar donde obtuvo el grado de subteniente de artillería y fue enviado a Roma.
Al terminar la Primera Guerra, regresó a sus estudios en Seminario Pontificio Lombardo de Roma, los cuales terminó con la ordenación sacerdotal el 9 de julio de 1922. Asistió a la Facultad de letras. Fue enviado como educador y guía de los seminaristas en Brecia.
Realizó estudios en la Pontificia Universidad Gregoriana, donde se recibió en 1923 como doctor en teología. Estudió y se graduó como doctor en filosofía en la Universidad pontificia Santo Tomás de Aquino. El 30 de octubre de 1924, Giovanni Fausti ingresó en la Compañía de Jesús y completó su noviciado en Gorizia.

## Ministerio en Albania
Fue enviado a Albania, donde desde 1929 a 1932 impartió la cátedra de filosofía y teología en Shkodër. Ahí  aprendió el difícil idioma albanés. Estudió a profundidad la religión del Islam y las sectas musulmanas de Albania, con el fin de acercarse a la comunidad albanesa de musulmanes que en ese país, eran mayoría. Fausti fue el precursor y promovió el diálogo islámico-cristiano, trabajando como pacificador e impulsando acciones para desarrollar un espíritu de hermandad entre estas dos comunidades. De 1931 a 1933, escribió artículos relacionados con el acercamiento de los católicos y musulmanes en la revista “La Civiltá Cattolica” que posteriormente fueron recopilados y publicados en el volumen “El Islam a la luz del pensamiento católico”. Fundó la asociación de los “Amigos del Oriente Islámico”, con alcances nacionales e internacionales.
En 1932, fue enviado a Mantua Italia como profesor de filosofía y responsable de los Jesuitas en la localidad. Allí se manifestaron síntomas de tuberculosis por lo que se pasó a Suiza, desde agosto de 1933 hasta 1936, primero en Alto Adige y luego en Davos, para atenderse la tuberculosis que padecía logrando superar a la enfermedad.
Una vez detonada la Segunda Guerra Mundial, en 1942, sus superiores lo asignan de nuevo a Albania como rector del seminario pontificio de Shkodër, y del colegio javeriano, donde formó al clero católico de Albania ya que los católicos y ortodoxos solo sumaban el 16% de la población contra un 60% de mayoría musulmana. 
En 1943 transfirió al jesuita albanés Daniel Dajani su responsabilidad, ya que fue enviado a Tirana donde se dedicó a la pastoral con los emigrantes italianos, los hambrientos y los más necesitados. Ese mismo año los nazis invadieron Albania. Fue herido de un balazo en un pulmón y fractura de clavícula por los nazis en una redada, de la cual logró escapar. 

## Últimos años
Los nazis se marcharon del país, pero los insurgentes partisanos comunistas comandados por Enver Hoxha logrando apoderarse de país donde Enver asumió el poder. Giovanni Fausti fue ascendido como viceprovincial de los jesuitas en Albania ejerciendo su ministerio con discreción, arriesgando su vida, a pesar del establecimiento muy hostil contra la fe, por parte del régimen comunista de Enver, donde cerró seminarios, destruyó iglesias católicas y musulmanas, quitaron nombres cristianos a los niños en las escuelas, torturando y ejecutando a cientos de personas entre ellos obispos, sacerdotes, religiosos, seminaristas y laicos.
El 31 de diciembre de 1945, cuando venían de regreso de la celebración de una misa conmemorativa, junto con el rector del seminario Daniel Dajani, fue arrestado y juzgado como traidor a la patria, crímenes de guerra, espía del Vaticano y los estadounidenses y de haber formado la asociación Albanesa con fines políticos. Camino al tribunal, una mujer le escupió en la cara y le gritó “necesitas una bala en la frente”, a lo que Fausti contestó “Perdónala Señor, que no sabe lo que hace”. Fue torturado y posteriormente, condenado a muerte el 22 de febrero de 1946, y el 4 de marzo fue sacado de su celda junto con otros 5 compañeros: sacerdote jesuita Daniel Dajani, Sacerdote franciscano Gjon Shllaku, Seminarista Mark Cuni, y los laicos Gjelosh Lulashi y Qerim Sadiku, quienes fueron trasportados a un basurero adjunto al cementerio católico de Shkodër donde fueron acribillado por un pelotón de fusilamiento.
Fausti murió a la edad de 46 años y sus últimas palabras fueron: “Estoy feliz de morir en el cumplimiento de mi deber. Saludad a los hermanos jesuitas, a los diáconos, a los sacerdotes y al arzobispo". “¡Viva Cristo Rey! ¡Viva Albania!” Cuando se encontraron los cuerpos, éstos estaban tomados de las manos.

## Beatificación
La investigación diocesana sobre el martirio de Giovanni Fausti comenzó después de la caída del régimen comunista en Albania el 10 de noviembre de 2002 en la diócesis de Shkodër.
El 26 de abril de 2016, el Papa Francisco reconoce como beato a Giovanni Fausti ya que fue sacrificado in odium fidei, (por odio a la fe) atribuyéndole así el título de mártir, por lo que firma el decreto de beatificación.
38 mártires de Albania fueron beatificados, donde Fausti y sus 5 primeros compañeros mencionados fueron incluidos el 5 de noviembre de 2016 durante una ceremonia celebrada en la explanada de la Catedral de San Esteban en Shkodër por el representante del Papa Francisco, el Cardenal Angelo Amato, Prefecto de la Congregación para las Causas de los Santos, quien declaró: “Mientras los perseguidores se disuelven como tantas sombras negras que se pierden para siempre en la oscuridad del eterno olvido, los mártires son luces guía que brillan en el cielo de la humanidad, mostrando el verdadero rostro de la bondad del hombre, su profunda identidad creada a imagen de Dios”.
El proceso de canonización de Fausti ya ha sido iniciado,mismo que pudiera ser considerado también Atleta de Cristo, que es un título otorgado por el Papa a los santos o mártires cristianos que anteriormente fueron militares, mismo que ha sido concedido a San Sebastián, Luis I de Hungría, Juan Hunyadi, Gjergj Kastriot Skanderbeg y Esteban el Grande de Moldavia.